# Amyl (Fluss)
Der Amyl (russisch Амы́л) ist der linke Quellfluss der Tuba im Karatusski rajon der Region Krasnojarsk im südlichen Sibirien.
Der Amyl entspringt an der Nordflanke des bis zu 2492 m hohen Kurtuschibinski-Kamms im Westsajan. Von dort durchfließt er das nördliche Vorgebirgsland
des Sajangebirges in überwiegend nordnordwestlicher Richtung.
Schließlich verlässt er das Bergland, passiert das Verwaltungszentrum Karatusskoje und vereinigt sich etwa 20 km flussabwärts, etwa 90 km östlich der Großstadt Abakan, mit dem von Osten heranfließenden Kasyr zur Tuba.
Der Amyl hat eine Länge von 257 km. Er entwässert ein Areal von 9500 km².
In den Monaten Mai und Juni führt der Amyl Hochwasser.